# サラバ静寂
サラバ静寂（サラバせいじゃく）は2018年公開の日本映画。
音楽が禁止された世界を舞台に、若者たちが音楽に出会い探し求めていくディストピアロードムービー。

## キャスト
- ミズト - 吉村界人
- ヒカリ - SUMIRE
- トキオ - 若葉竜也
- 三島 - 森本のぶ
- 杉村 - 斎藤工
- 仲野茂
- 大貫憲章（特別出演）
- 灰野敬二
- ASSFORT
- GOMESS
- 切腹ピストルズ
- 内木英二
- 川連廣明
- 泊帝
- 美館智範
- 今村怜央（GUERRILLAWORKS）
- カトウシンスケ
- 影山祐子
- 髙木直子
- 田山由起
- 杉山拓也
- 南久松真奈
- 高橋美津子
- 仲上満
- 古澤光徳
- 伏見理一
- ミヤザキタケル
- ヒス
- ソニー

## スタッフ
- 企画・脚本・監督 - 宇賀那健一
- プロデューサー・企画 - 小林和仁（わや東京）
- プロデューサー・音楽 - 小野川浩幸
- 撮影監督 - 八重樫肇春
- 助監督 - 平波亘
- 制作担当 - 飯塚香織
- 衣装デザイン・スタイリスト - 松田稜平
- ヘアメイク - 寺沢ルミ
- 劇中衣装協力 - CYDERHOUSE
- 美術・装飾・持道具 - 横張聡
- VFXスーパーバイザー - 小林敬裕（UNDERGRAPH inc.）
- 編集 - 上本聡
- スチール - 伊藤華織
- ポスタースチール - 髙橋優也
- メイキング - 枝優花
- 制作プロダクション - VANDALISM・わや東京

## 映像参加ミュージシャン
- 遠藤ミチロウ×オキシドーターズ
- 忘れらんねえよ
- Yuji Rerure Kawaguchi
- 非常階段
- 藤井悟
- 川辺ヒロシ
- 桑名六道（ジャジャ岩城）
- 仮面女子
- かせきさいだぁ
- SMASH YOUR FACE
- 山川冬樹
- おとぎ話
- FORWARD
- 始発待ちアンダーグラウンド
- COMPACT CLUB
- チバ大三
- jan and naomi
- GOMA
- QP-CRAZY
- U-zhaan
- 羊文学
- Trinite
- COLORED RICEMEN
- 笹口騒音オーケストラ
- ばちかぶり（田口トモロヲ）
- WRENCH
- ギターウルフ
- リンダ＆マーヤ
- 渡辺俊美＆三星幸紘
- ランキンタクシー
- INU（町田町蔵）
- 輪入道